# White Knuckles
«White Knuckles» es una canción del grupo musical estadounidense OK Go. Fue lanzado en 2010 en Estados Unidos y en Reino Unido como parte de su tercer álbum, Of the blue colour of the sky. Los fanes tuvieron la oportunidad de crear un remix de «White Knuckles», que se añadió al CD y al videojuego Rock Band, a través de la Red de Rock Band.

## Vídeo musical
El video musical de "White Knuckles" fue dirigido por Trish Sie, hermana de Damian Kulash quien ya había dirigido anteriormente los vídeos de «A million ways» y «Here it goes again». El vídeo musical muestra al grupo realizando una serie de acciones con perros domesticados y muebles de IKEA. Sie pensaba que si el video de «Here it goes again» tuvo tanto éxito gracias a las cintas de correr, «¿No es interesante pensar que esta vez son los miembros de OK Go las máquinas y los perros son ellos?». 
Trish Sie tuvo la idea para finales de 2006, cuando se acabó de grabar «Here It Goes Again», antes de ser presentada en los 2006 Video Music Awards. La banda consideraba la idea «absurda e increíble», y el primer ensayo se desarrolló con tan solo tres perros reales; los demás eran peluches. Durante la grabación de Of the blue colour of the sky, Trish observó que cuando pusieron la canción, sus perros reaccionaron de una manera distinta, además de que la canción contaba con palabras clave como "pata" o "perro".
Más de 100 perros provenientes de refugios y una cabra fueron proporcionados y entrenados durante dos semanas por entrenadores. El vídeo de "White Knuckles" se grabó en una fábrica abandonada de plásticos en Corvallis, Oregón. Realizaron más de 50 trucos y, según el bajista Tim Nordwind, el cual hace de nuevo playback en lugar de Damian, dijo que la parte más complicada de rodar fue la parte en la que dos perros debían entrar y salir de un conjunto de estanterías, mientras los miembros de la banda proporcionaban plataformas para avanzar entre repisa y repisa. La cabra, que aparece brevemente en el vídeo, originalmente iba a ser utilizada como easter egg de «Here It Goes Again», colocándola sobre una cinta de correr. Finalmente, la idea fue retirada, y tan solo aparece en un fragmento del vídeo, siendo llevada por Andy Ross.
Un total de 124 personas se emplearon a fondo para crear el vídeo. Este se estrenó en The Ellen DeGeneres Show el 20 de septiembre de 2010, y fue publicado poco después por la banda en YouTube. El vídeo se convirtió rápidamente en un video viral, como muchos otros de OK Go, alcanzando un millón de visitas en YouTube en tan solo 24 horas. Con el lanzamiento del video, OK Go alentó a sus televidentes a ayudar en los esfuerzos de rescate de animales a través de su sitio web.
El vídeo fue rodado en 2D y 3D, aunque solo había sido puesto en libertad con la versión 2D, ya que había pocas oportunidades para mostrar la versión en 3D, de acuerdo a la SIE. Como parte de una actualización del sistema inicial, la Nintendo 3DS incluye la versión en 3D de "White Knuckles".